# Assam (tè)
Il tè Assam (lingua assamese অসমীয়া চাহ, Lingua hindi असिमया चाय o आसामी चाय o असमी चाय) è un tè nero, così chiamato per la regione indiana di provenienza: l'Assam. È prodotto unicamente con la pianta  Camellia sinensis, var. assamica. 
La maggior parte di questo tipo di tè è coltivata a un'altitudine vicina a quella del mare. È noto per il suo corpo, per essere tonificante e forte. La sua infusione è di colore generalmente chiaro. I tè Assam o miscelati con esso sono a volte venduti sotto la denominazione «breakfast tea». Per esempio, la miscela chiamata «Irish Breakfast Tea» è composta da foglioline della variante Assam.